# Chicuarotes
Pour plus de détails, voir Fiche technique et Distribution.
Chicuarotes est un film mexicain réalisé par Gael García Bernal, sorti en 2019.

## Fiche technique
- Titre : Chicuarotes
- Réalisation : Gael García Bernal
- Scénario : Augusto Mendoza
- Montage : Sebastián Sepúlveda
- Pays de production : Mexique
- Genre : drame
- Durée : 95 minutes
- Dates de sortie :
  - Chine : 16 mai 2019 (Festival international du film de Shanghai)
  - France : 20 mai 2019 (Festival de Cannes)
  - Mexique : 21 juin 2019 (Cineteca FICG) ; 28 juin 2019 (sortie nationale)

## Distribution
- Daniel Giménez Cacho : Chillamil
- Dolores Heredia : Tonchi
- Ricardo Abarca : Planchado
- Benny Emmanuel : Cagalera
- Enoc Leaño : Baturro